# Giuditta Pasta
Giuditta Angiola Maria Costanza Pasta z domu Negri (ur. 26 października 1797 w Saronno koło Mediolanu, zm. 1 kwietnia 1865 w Como) – włoska śpiewaczka operowa, mezzosopran, sopran sfogato.

## Życiorys
Giuditta Pasta (wtedy Negri) debiutowała w Brescii bez większego rozgłosu w wieku 17 lat, zaś jej światowa kariera na dobre rozpoczęła się w Paryżu w 1822 roku. Tam też oraz w Londynie, śpiewała do roku 1829. Następnie występowała w Petersburgu, by wreszcie święcić triumfy w rodzinnych Włoszech. Specjalnie dla niej Gaetano Donizetti skomponował operę Anna Boleyn, gdzie śpiewaczka odtwarzała tytułową partię.
Pasta była także muzą Vincenza Belliniego. Ten kompozytor zadedykował jej swoje dwa wielkie utwory. Początkowo obsadził ją w roli tytułowej w Lunatyczce (La sonnambula), bukoliczno-lirycznej historii wiejskiej dziewczyny Aminy, by po odniesionym sukcesie, na prośbę primadonny, przez siedem miesięcy komponować specjalnie na jej typ i warunki głosowe Normę w należącej do niej willi nad jeziorem Como. Skupił się przy tym szczególnie nad popisową arią Casta diva.
Głos Giuditty Pasty cechowała przede wszystkim dramatyczna siła wyrazu, a jego skala sięgała trzykreślnego D. Największe swoje sukcesy odnosiła śpiewaczka na początku lat trzydziestych XIX wieku, po czym jej kariera zaczęła przedwcześnie gasnąć. Wystąpiła jeszcze w roku 1840 w Petersburgu i w 1850 w Londynie.